# Jazon i argonauti (1963.)
Jazon i argonauti (eng. Jason and the Argonauts) je pustolovno fantastični film iz 1963. kojeg je režirao Don Chaffey. To je jedan od filmova čije je specijalne efekte odradio legendarni Ray Harryhausen.

## Uloge
- Todd Armstrong - Jazon
- Nancy Kovack - Medeja
- Gary Raymond - Acastus

## Radnja
Zli Pelias je osvojio Tesaliju i postao okrutni vladar, ali prema legendi će ga neki mladić zbaciti s trona. Taj mladić je Jazon pa ga Pelias pošalje u Kolhidu po legendarno zlatno runo nadajući se da će ovaj poginuti na svojoj nemogućoj misiji. Jazon unajmi brod "Argo" i hrabre mornare, među kojima su i Herkul, Kastro i Orfej. Na svojem putovanju stignu na otok na kojem ih napadne ogromni kip Talos, prođu morski prolaz smrti, pobijede Harpe ali i sretnu Medeju, u koju se zaljubi Jazon. Konačno, stignu do mjesta na kojem se nalazi zlatno runo.

## Kritika
Jazon i argonauti smatra se razmjerno solidnim ostvarenjem fantastike i jednim od boljih filmova na čijim je specijalnim efektima radio legendarni Ray Harryhausen. Poklonici filma hvalili su maštovitu obradu mitova stare Grčke, spektakularnu bitku Jazona s vojskom skeleta ( koja je postala Harryhausenov zaštitni znak ) te šarm cjeline. Drugi dio kritike proglasio je pak film ukočenim, drvenim, s jednodimenzionalnim likovima i zastarjelim dijalozima, u kojemu su specijalni efekti jedina oaza zanimljivosti.
Kritičar John A. Nesbit je u svojoj recenziji hvalio film: "Ono čega se odmah sjetimo pri samoj spomeni na ovaj grčki mit su specijalni efekti Raya Harryhausena, posebno oni skeleti" kao i Rob Vaux: "Subotnja matinejska zabava u najboljoj tradiciji", dok je Ken Hanke suzdržano utvrdio: "Izvrsni specijalni efekti Raya Harryhausena, bezvoljni scenarij i gluma".

## Vanjske poveznice
- Jazon i argonauti u internetskoj bazi filmova IMDb-a
- Fan site o filmu
- DVD na Amazon.com
- Rottentomatoes.com